# 阿佐維シン
阿佐維 シン（あさい シン）は、日本の漫画家。以前は浅井 信悟（あさい しんご）で活動していた。

## 作品リスト
浅井信悟名義
- 零王!（マガジンSPECIAL 2002年No.1 - 不明、全3巻）
- M.I.Q.（原作：マスヤマコム、構成協力：富田かおり、週刊少年マガジン 2004年32号 - 2005年9号、全3巻）

阿佐維シン名義
- キャッツ・愛（原作：北条司、月刊コミックゼノン創刊号 - 2014年3月号） - 1980年代に『週刊少年ジャンプ』で連載された『キャッツ・アイ』のリメイク版。

## 師匠
- さとうふみや